# Saint-Lô-d'Ourville

Saint-Lô-d'Ourville este o comună în departamentul Manche, Franța. În 1 ianuarie 2018 avea o populație de 495 de locuitori.